# Montreal Screwjob

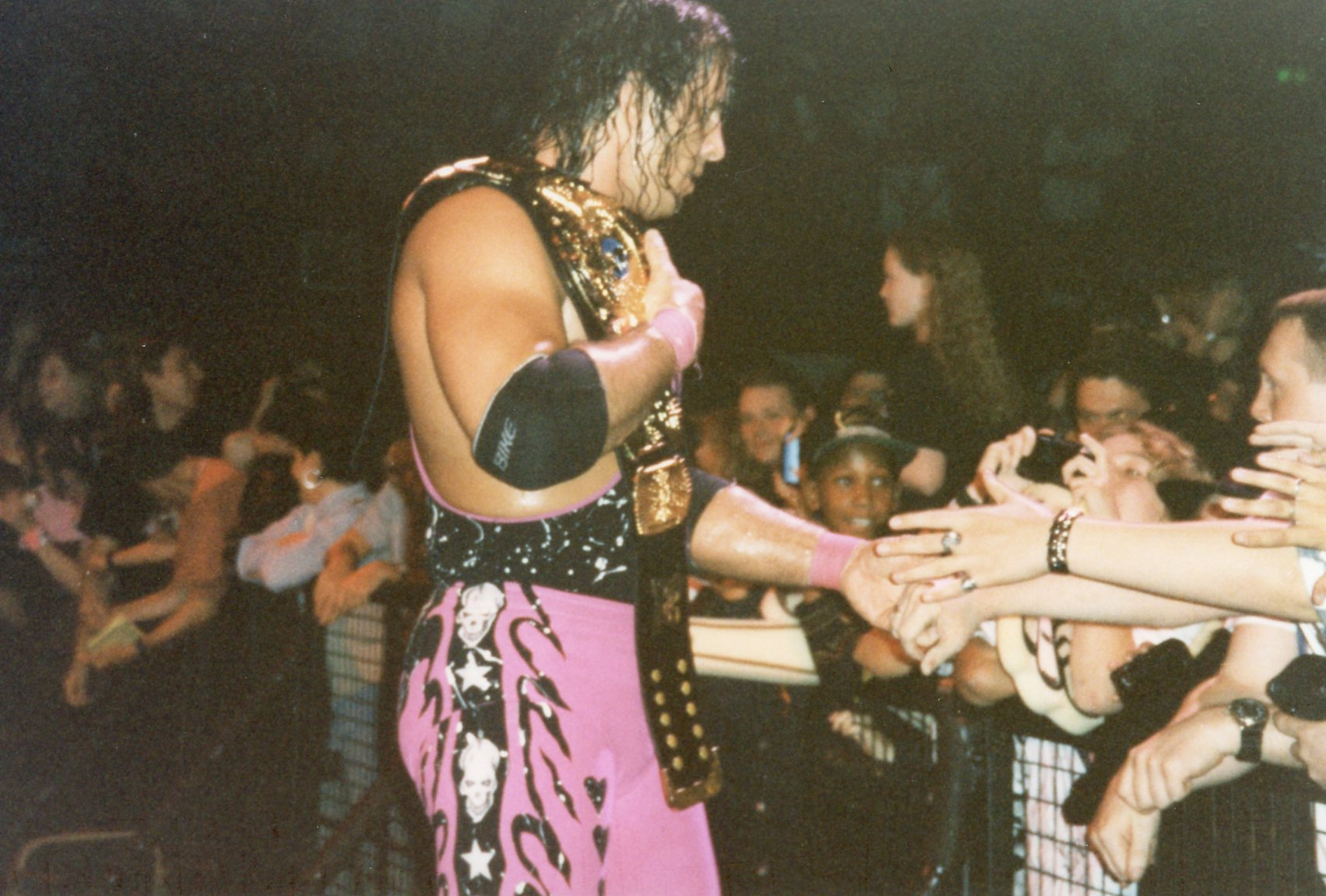
Bret Hart z pasem mistrzowskim WWF Championship

Montreal Screwjob – popularne określenie incydentu, który miał miejsce 9 listopada 1997 w trakcie corocznej gali pay-per-view Survivor Series organizowanej przez World Wrestling Federation. W czasie pojedynku o pas WWF Championship, pretendent do tytułu, Shawn Michaels, założył mistrzowi, Bretowi Hartowi chwyt sharpshooter. Mimo że Hart nie poddał się, sędzia uznał jego przegraną. W rzeczywistości Hart nie był poinformowany o takim planie przebiegu gali. Ustalono z nim inny scenariusz, zgodnie z którym walka miała zakończyć się dyskwalifikacją, a tym samym zostać uznana za nierozstrzygniętą. Hart, który miał wkrótce przejść do konkurencyjnej organizacji, informował wcześniej właściciela WWF, Vince’a McMahona, że nie zamierza przegrywać pasa w walce z Michaelsem. Wydarzenie to wywołało wiele kontrowersji z powodu oszukania wrestlera przez firmę, ale także przełamania czwartej ściany w okresie, kiedy kayfabe był rygorystycznie chroniony.

## Przyczyny incydentu

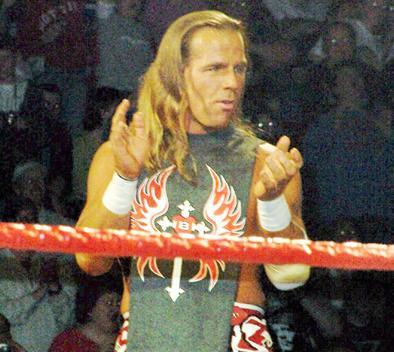
Shawn Michaels, zdobywca mistrzostwa WWF Championship dzięki Montreal Screwjob

Od 1995 trwała rywalizacja zwana Monday Night Wars. Toczyła się ona między dwiema organizacjami wrestlingu, World Wrestling Federation (WWF) i World Championship Wrestling (WCW), które nadawały swoje programy telewizyjne w te same dni i w tym samym czasie. Przez większość roku 1997 WCW Monday Nitro, program autorstwa WCW, miał wyższą oglądalność, niż Raw Is War, program autorstwa WWF.
W 1996, gdy umowa Breta Harta z WWF była bliska utraty ważności, WCW wyraziło zainteresowane pozyskaniem wrestlera. WWF próbowało zatrzymać zawodnika, oferując mu dwudziestoletni kontrakt, który gwarantowałby mu 20 lat pracy i stanowisko dyrektora wykonawczego po zakończeniu kariery wrestlerskiej. Z czasem jednak z powodu pogorszenia się stanu finansowego WWF nie było w stanie złożyć wrestlerowi lepszej propozycji od WCW. W związku z tym federacja zgodziła się na rozwiązanie umowy z Hartem, który następnie podpisał kontrakt z WCW. W tym okresie Hart był posiadaczem głównego mistrzostwa organizacji, WWF Championship. Właścicielowi WWF, Vince’owi McMahonowi, zależało na tym, aby Hart stracił tytuł przed odejściem. McMahon obawiał się powtórzenia sytuacji z 18 grudnia 1995, kiedy po odejściu z WWF Madusa pojawiła się w konkurencyjnym programie, WCW Monday Nitro, w którym wyrzuciła pas WWF Women's Championship do kosza na śmieci.
Vince McMahon nalegał, aby Bret Hart przegrał pas mistrzowski na odbywającej się w Kanadzie gali pay-per-view Survivor Series, w walce z Shawnem Michaelsem. Mistrz nie zgodził się. Bret Hart i Shawn Michaels, którzy odgrywali rywali w wrestlingu, byli także rywalami w rzeczywistości. Jim Cornette, ówczesny współorganizator gal, powiedział w jednym ze swoich podcastów, że wrestlerzy nie lubili się z przyczyn osobistych i różnicy charakterów, a Shawn Michaels uważał, że zarabia za mało w porównaniu do Breta Harta. Ponadto mistrz nie chciał stracić tytułu w Kanadzie, która była jego ojczyzną. Vince McMahon, Bret Hart, Shawn Michaels i prawa ręka właściciela WWF, Pat Patterson, spotkali się, aby wspólnie wypracować kompromis. Ostatecznie wszyscy zgodzili się, aby Hart pokonał Michaelsa na gali pay-per-view, a potem zrzekł się mistrzostwa w najbliższym odcinku Raw Is War. Ustalono, że w czasie walki sędzia Earl Hebner zostanie powalony i będzie chwilowo nieprzytomny. Wtedy Shawn Michaels, chcąc poniżyć mistrza, założy mu chwyt sharpshooter, będący finisherem charakterystycznym dla Harta. Następnie broniący tytułu wykonałby manewr, który sprawi, że to on będzie zakładał chwyt pretendentowi. Po chwili Michaels da sygnał, że się poddaje, a nowy sędzia wbiegnie na ring. Nagle na ring wbiegnie również Triple H i znokautuje Michaelsa, po czym drużyna Harta, The Hart Foundation, wmiesza się w konflikt, a pojedynek zakończy się dyskwalifikacją i burdą.
Za kulisami miały się pojawić głosy, że WWF będzie chciało oszukać Harta. Mistrz zaufał jednak sędzi Earlowi Hebnerowi, który był jego przyjacielem i miał przyrzec na swoje dzieci, że nie pozwoli na żadne manipulacje w trakcie walki.

## Przebieg wydarzenia

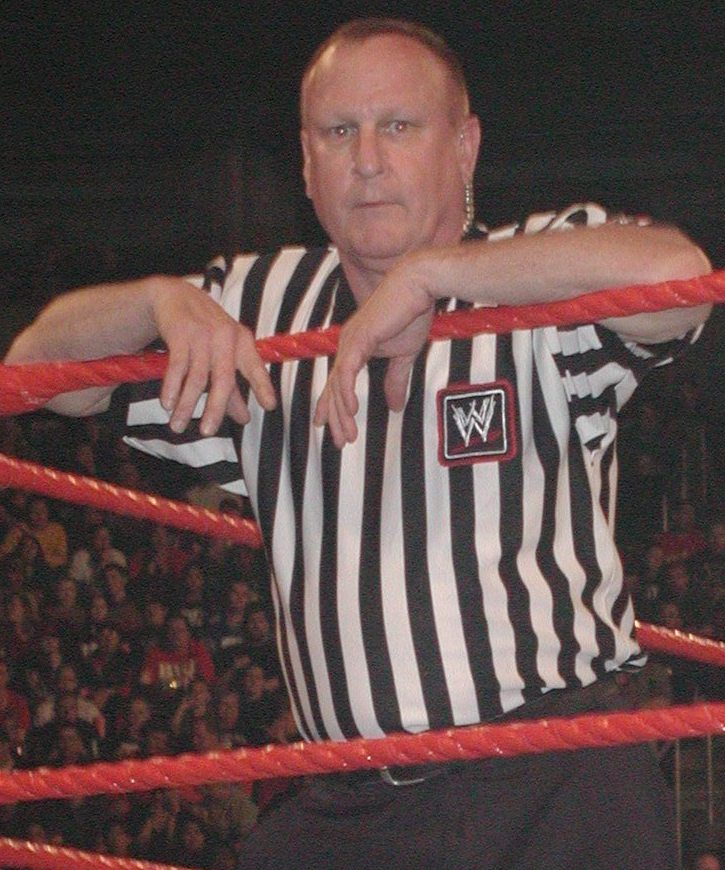
Earl Hebner, sędzia walki o mistrzostwo WWF Championship na gali Survivor Series w 1997

Wydarzenie miało miejsce dnia 9 listopada 1997 w trakcie Survivor Series, corocznej gali pay-per-view organizowanej przez World Wrestling Federation. Gala miała miejsce w hali widowiskowo-sportowej Molson Centre (dawne Centre Bell) w mieście Montreal w prowincji Quebec w Kanadzie. Główną walką wieczoru był pojedynek między kreowanym na bohatera narodowego Kanady Bretem Hartem, a jego rywalem w kayfabe i w rzeczywistości, liderem D-Generation X, Shawnem Michaelsem.
Zgodnie z uzgodnionym za kulisami planem, w trakcie walki sędzia Earl Hebner został znokautowany i udawał nieprzytomnego, ale wbrew wcześniejszym ustaleniom, wstał, nie czekając na nadejście swojego zastępcy. Shawn Michaels założył mistrzowi sharpshooter, czyli chwyt wykańczający charakterystyczny dla Breta Harta, a wtedy sędzia krzyknął do chronometrażysty, Marka Yeatona, Ring the bell! (pl. Uderz w gong!) i uciekł z ringu. Ponieważ Michaels wcale się nie poddawał, Yeaton zawahał się, ale znajdujący się w pobliżu właściciel WWF, Vince McMahon, krzyknął Ring the bell! Ring the damn bell! (pl. Uderz w gong! Uderz w gong do cholery!). Tym razem chronometrażysta wykonał polecenie. Hart chwycił Michaelsa za kostkę, próbując jeszcze wykonać manewr odwracający chwyt. Tymczasem w pobliżu ringu pojawił się Triple H i ochrona. Michaels puścił przeciwnika, zszedł z ringu i zaczął kłócić się z McMahonem. Odmówił przyjęcia tytułu, ale po chwili wykonał polecenie przełożonego i wziął pas mistrzowski. 
Kiedy Bret Hart zdał sobie sprawę, że został oszukany, napluł na twarz Vince’owi McMahonowi, pokazał środkowy palec kulisom, zniszczył stół komentatorów włącznie z monitorami i narysował palcami w powietrzu litery W-C-W, dając wszystkim do zrozumienia, że odchodzi i przenosi się do konkurencyjnej organizacji wrestlingu, World Championship Wrestling (WCW), co wówczas nie było informacją znaną publice. Sprzęt nagrywający zniszczony przez Harta był wart około 20 tysięcy dolarów. 
Za kulisami Bret Hart zapytał się Shawna Michaelsa czy wiedział, że walka pójdzie inaczej, niż zostało to ustalone. Michaels zapewnił, że był równie zaskoczony i umywa ręce. Następnie Hart skonfrontował się z Vince’em McMahonem w jego biurze i uderzył go. Wiele lat później Shawn Michaels przyznał, że wiedział o spisku, ale McMahon, nakazał wszystkim uczestnikom intrygi zaprzeczać i obwiniać właściciela WWF. 
Scenarzysta WWF, Vince Russo, w swojej książce Forgiven deklaruje, że spisek przeciwko Hartowi był jego pomysłem. Shawn Michaels w swojej książce Heartbreak and Triumph oświadcza, że spisek był pomysłem Triple H-a, a sam Michaels nakłonił do współudziału Earla Hebnera. Sam Earl Hebner temu zaprzecza i twierdzi, że plan przekazał mu Gerry Brisco. W 2015, w wywiadzie dla Steve’a Austina, Michaels przyznał, że zakończenie walki o mistrzostwo było jednak jego pomysłem. Natomiast Bret Hart w swojej książce Hitman: My Real Life in the Cartoon World of Wrestling twierdzi, że dowiedział się, że cały plan opracował Gerry Brisco.

## Następstwa

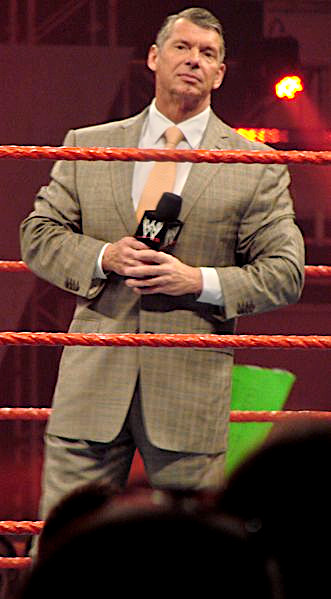
Vince McMahon, właściciel WWF, którego stanowisko zostało oficjalnie potwierdzone przez firmę po incydencie Montreal Screwjob

Tydzień po Montreal Screwjob, w odcinku Monday Night Raw, komentator Jim Ross przeprowadził wywiad z Vince’em McMahonem, w którym szef WWF wyraził opinię, że Bret Hart jest sam sobie winny. Następnie przełamał czwartą ścianę, ujawniając, że wrestler odmówił przegrania walki z Shawnem Michaelsem. McMahon powiedział też, że nie mógł ryzykować, gdyż Bret Hart mógł odejść z głównym mistrzostwem WWF do konkurencyjnej organizacji World Championship Wrestling, która będzie mogła zrobić z pasem mistrzowskim co zechce, a wtedy sprawa mogłaby się skończyć w sądzie.
Wielu pracowników WWF wyraziło poparcie dla Breta Harta w jego konflikcie z byłym przełożonym. Wrestlerzy ze stajni The Hart Foundation oraz Mick Foley nawoływali do bojkotu programu Raw Is War i przez krótki czas odmawiali występów w organizacji. Wkrótce federacja rozwiązałą kontrakt z British Bulldogiem i Jimem Neidhartem, aby ci mogli dołączyć do Harta w WCW. Rick Rude w geście solidarności również odszedł z federacji i dołączył do WCW.

Z powodu klauzuli w kontrakcie z WWF, Bret Hart nie mógł walczyć w ringu przez pierwsze 60 dni od odejścia z federacji. Debiutował w popularniejszej wówczas organizacji World Championship Wrestling (WCW) na gali Starrcade 28 grudnia 1997 jako gościnny sędzia w pojedynku między Larrym Zbyszko a Erikiem Bischoffem, którzy walczyli o kontrolę nad programem WCW Monday Nitro. Na tej samej gali próbowano fabularnie nawiązać do Montreal Screwjob w czasie walki o główne mistrzostwo WCW między mistrzem Hulkiem Hoganem a powracającym po przerwie Stingiem. Zgodnie z planem Hogan miał przypiąć Stinga, a sędzia odliczyć do trzech za szybko. Wtedy Bret Hart powstrzymałby kończące walkę uderzenie w dzwon, a Sting wygrałby uczciwie. Wszystko wydarzyło się zgodnie z planem z wyjątkiem odliczania przez sędziego, które nie było za szybkie. Wyglądało to zatem jakby Hart powstrzymał Hogana przed uczciwą wygraną, co wywołało negatywną reakcję publiczności. Wkrótce popularność WCW zaczęła spadać, a popularność WWF rosnąć. W 2000 Hart zakończył karierę z powodu poważnego urazu, którego doznał po tym, jak Bill Goldberg kopnął jego głowę w czasie jednego z pojedynków. W 2001 WWF wykupiło i przejęło upadające WCW.

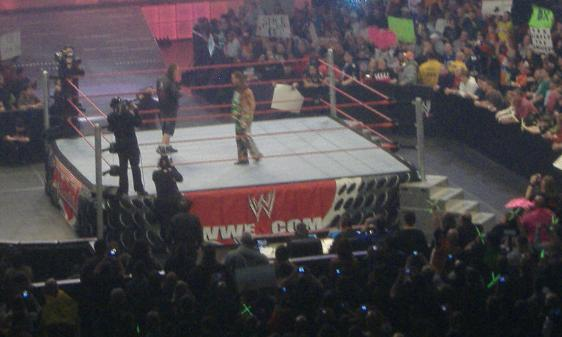
Bret Hart i Shawn Michaels w ringu WWE 4 stycznia 2010

Przez wiele lat po zakończeniu kariery Bret Hart deklarował, że nie chce mieć nic wspólnego z WWF. W końcu jednak w 2006 roku zgodził się dołączyć do WWE Hall of Fame i wystąpić na oficjalnej ceremonii dołączenia. 4 stycznia 2010 wystąpił jako gość w odcinku WWE Raw, w którym spotkał się z Shawn Michaelsem. Obaj ogłosili, że pogodzili się.
Montreal Screwjob został udokumentowany w filmie dokumentalnym Hitman Hart: Wrestling with Shadows w 1998. Jego autor, Paul Jay, oświadczył, że Vince McMahon próbował powstrzymać dystrybucję filmu, ale stała się ona możliwa dzięki wstawiennictwu WCW. WWE też wyprodukowało filmy dokumentalne o Montreal Screwjob. W 2015 incydentowi został poświęcony odcinek programu Radiolab w radiu NPR.

## Znaczenie
Montreal Screwjob miał miejsce w czasach, kiedy osoby związane z wrestlingiem powszechnie miały rygorystyczne podejście do kayfabe. Nawet poza galami tworzyli iluzję całkowitej autentyczności wrestlingu. Incydent, który miał miejsce w trakcie Survivor Series w 1997, a także poświęcony mu wywiad Jima Rossa z Vince’em McMahonem, były uważane za kontrowersyjne, ponieważ zacierały granice między autentycznością, a iluzją. Zwłaszcza że autentyczna reakcja Breta Harta była następstwem oszustwa.
Incydent zainspirował wiele wątków fabularnych w WWF, a także w innych organizacjach wrestlingu. Przyczynił się do popularyzacji tak zwanych worked shootów w wrestlingu, czyli incydentów, które mają sprawiać wrażenie nieplanowanych i przełamujących czwartą ścianę, choć w rzeczywistości są wyreżyserowane.
To wydarzenie ujawniło tajemnicę poliszynela, jaką była pozycja Vince’a McMahona w organizacji. Do tej pory McMahon był znany głównie jako komentator i konferansjer. Do 12 lipca 1995 rolę właściciela WWF odgrywał Jack Tunney, jednak pojawiał się on bardzo rzadko w programach organizacji. Po Montreal Screwjob Vince Mcmahon zaczął odgrywać rolę właściciela organizacji, którym był w rzeczywistości. Od tej pory był heelem o pseudonimie ringowym Mr. McMahon. Wkrótce rozpoczął rywalizację ze zbuntowanym wrestlerem, Stone Cold Steve’em Austinem. Ich wątkowi fabularnemu przypisuje się decydujący wpływ na osiągnięcie szczytowych wyników oglądalności przez WWF. Vince McMahon odgrywa swoją postać przez ponad 20 lat. Po 1997 rolę manipulującego stronniczego szefa w WWF odgrywali jeszcze między innymi Stephanie McMahon, Triple H, Vickie Guerrero, John Laurinaitis i Eric Bischoff.

## Kontrowersje związane z autentycznością sytuacji
Niektórzy uważają, że Montreal Screwjob był całkowicie wyreżyserowany, a Bret Hart już wcześniej wiedział o planie przebiegu wydarzenia. W rzeczywistości udawany spisek miałby przynieść WWF rozgłos. Takiego zdania jest między innymi wrestler Steve Corino. Również komentator Jerry Lawler uważa, że istnieje taka możliwość.
Portal poświęcony wrestlingowi, WhatCulture, opublikował analizę krytyczną, w której podważa powszechny pogląd, że Montreal Screwjob nie był zaplanowanym wydarzeniem. Według publikacji, Vince McMahon nie mógł legalnie oszukać Breta Harta, który miał w kontrakcie klauzulę o kontroli kreatywnej, a po incydencie nie wniósł oskarżenia sądowego. W wątpliwość podawane jest także to, że Hart nie przewidział spisku, mimo nietypowego planu zakończenia pojedynku i obecności właściciela WWF w pobliżu. McMahon był komentatorem i konferansjerem, jednak nie pełnił tych funkcji w czasie gali Survivor Series w 1997. Analiza wykazuje też, że zeznania osób powiązanych z Montreal Screwjob są sprzeczne, a incydent ostatecznie przysłużył się firmie. Zaznaczono też, że nie ma materiału filmowego dowodzącego, że Bret Hart uderzył Vince’a McMahona za kulisami, a podbite oko właściciela WWF wygląda jak makijaż.
Konferansjer wrestlingu Joe Dombrowski nagrał film dokumentalny na DVD o nazwie The Montreal Theory, w którym podważa autentyczność zdarzenia. Wykazuje, że idealnie pasowało ono do wyreżyserowanej historii w programach WWF, co uważa za podejrzane. Podkreśla też, że nie ma nagrania, które dowodziłoby, że Hart faktycznie uderzył McMahona za kulisami.
Jednym z argumentów przemawiających za autentycznością zdarzenia są oświadczenia wielu związanych z nim osób, które nie zmieniły stanowiska nawet wiele lat później, kiedy podejście do kayfabe zostało powszechnie złagodzone. Rodzina Breta Harta oskarżała WWF o przyczynienie się do śmierci wrestlera Owena Harta i pozwała firmę do sądu. Nie była zatem w dobrych stosunkach z WWF, a jej członkowie nigdy nie oświadczali, że Montreal Screwjob był wyreżyserowanym wydarzeniem.